# Sommer-Paralympics 2008/Teilnehmer (Griechenland)
| stlisierte Goldmedaille | stlisierte Silbermedaille | stlisierte Bronzemedaille |
| ----------------------- | ------------------------- | ------------------------- |
| 5                       | 9                         | 10                        |

Griechenland nahm mit 72 Sportlern an den Sommer-Paralympics 2008 im chinesischen Peking teil.
Fahnenträger bei der Eröffnungsfeier war der Schwimmer Charalampos Taiganidis. Er war der erfolgreichste Athlet der griechischen Mannschaft mit allein zwei Gold-, drei Silber- und einer Bronzemedaille.

## Teilnehmer nach Sportarten

### Boccia
Frauen
- Maria Stavropoulou
- Sotiria Tsetsou

Männer
- Tamaz Khabazi
- Dimitrios Michos
- Spyridon Michos
- Grigorios Polychronidis, 1×  (Einzel gemischt, Klasse BC3)

### Bogenschießen
Frauen
- Anna Tzika

Männer
- Romaios Roumeliotis

### Judo
Frauen
- Maria Keramida
- Theoklitos Papachristos

### Leichtathletik
Frauen
- Alexandra Dimoglou, 1×  (400 Meter, Klasse T13), 2×  (100 Meter, 200 Meter; Klasse T13)
- Marika Garefa
- Paraskevi Kantza
- Anthi Karagianni, 1×  (Weitsprung, Klasse F13)
- Aikaterini Michou
- Nikoletta Pavlidou
- Maria Stamatoula, 1×  (Kugelstoßen, Klasse F32-34/52/53)
- Anastasia Triantafyllidou

Männer
- Dimitrios Axiotis
- Athanasios Barakas, 1×  (Weitsprung, Klasse F11)
- Minas Charakopoulos
- Damianos Daktylidis
- Athanasios Deligiorgis
- Che Jon Fernandes, 1×  (Kugelstoßen, Klasse F53/54)
- Marinos Fylachtos
- Nektarios Giallourakis
- Efthymios Kalaras
- Pantelis Kalogeros
- Christos Kapellas
- Georgios Karaminas
- Efthymios Kleitsogiannis
- Alexandros Michail Konstantinidis
- Ioannis Letkas
- Aristotelis Marinos
- Ilias Nalmpantis
- Georgios Pappas
- Ioannis Protos, 1×  (400 Meter, Klasse T13)
- Paschalis Stathelakos, 1×  (Kugelstoßen, Klasse F40)
- Anastasios Tsiou, 1×  (Kugelstoßen, Klasse F57/58)
- Gerasimos Vryonis
- Dimitrios Zisidis

### Powerlifting (Bankdrücken)
Frauen
- Anastasia Kazantzidou

Männer
- Dimitrios Anatolitis
- Nikolaos Gkountanis
- Pavlos Mamalos, 1×  (Klasse bis 82,50 kg)
- Gkremislav Moysiadis

### Radsport
Männer
- Ioannis Kalaitzakis
- Stamatios Kotzias

### Rollstuhlfechten
Männer
- Georgios Alexakis
- Emmanouil Bogdos
- Pylarinos Markanonatos
- Georgios Lazaridis

### Schießen
Frauen
- Eleni Zampoura

Männer
- Panagiotis Giannoukaris
- Evangelos Kakosaios

### Schwimmen
Frauen
- Maria Kalpakidou
- Maria Liaskou

Männer
- Konstantinos Fykas
- Georgios Kapellakis, 1×  (50 Meter Freistil, Klasse S2), 1×  (100 Meter Freistil, Klasse S2), 2×  (50 Meter Rücken, 200 Meter Freistil; Klasse S2)
- Konstantinos Karaouzas
- Andreas Katsaros, 1×  (50 Meter Rücken, Klasse S1)
- Ioannis Kostakis
- Charalampos Taiganidis, 2×  (100 Meter Rücken, 100 Meter Freistil; Klasse S13), 3×  (50 Meter Freistil, 100 Meter Schmetterling, Klasse S13; 200 Meter Lagen, Klasse SM13); 1×  (400 Meter Freistil, Klasse S13)
- Christos Tampaxis, 1×  (50 Meter Rücken, Klasse S1)
- Alexandros Taxildaris
- Vasileos Tsagkaris
- Stylianos Tsakonas
- Nikolaos Tsotras

### Segeln
Männer
- Theodoros Alexas
- Vasileios Christoforou
- Georgios Delikouras
- Nikolaos Paterakis